# Clapstick

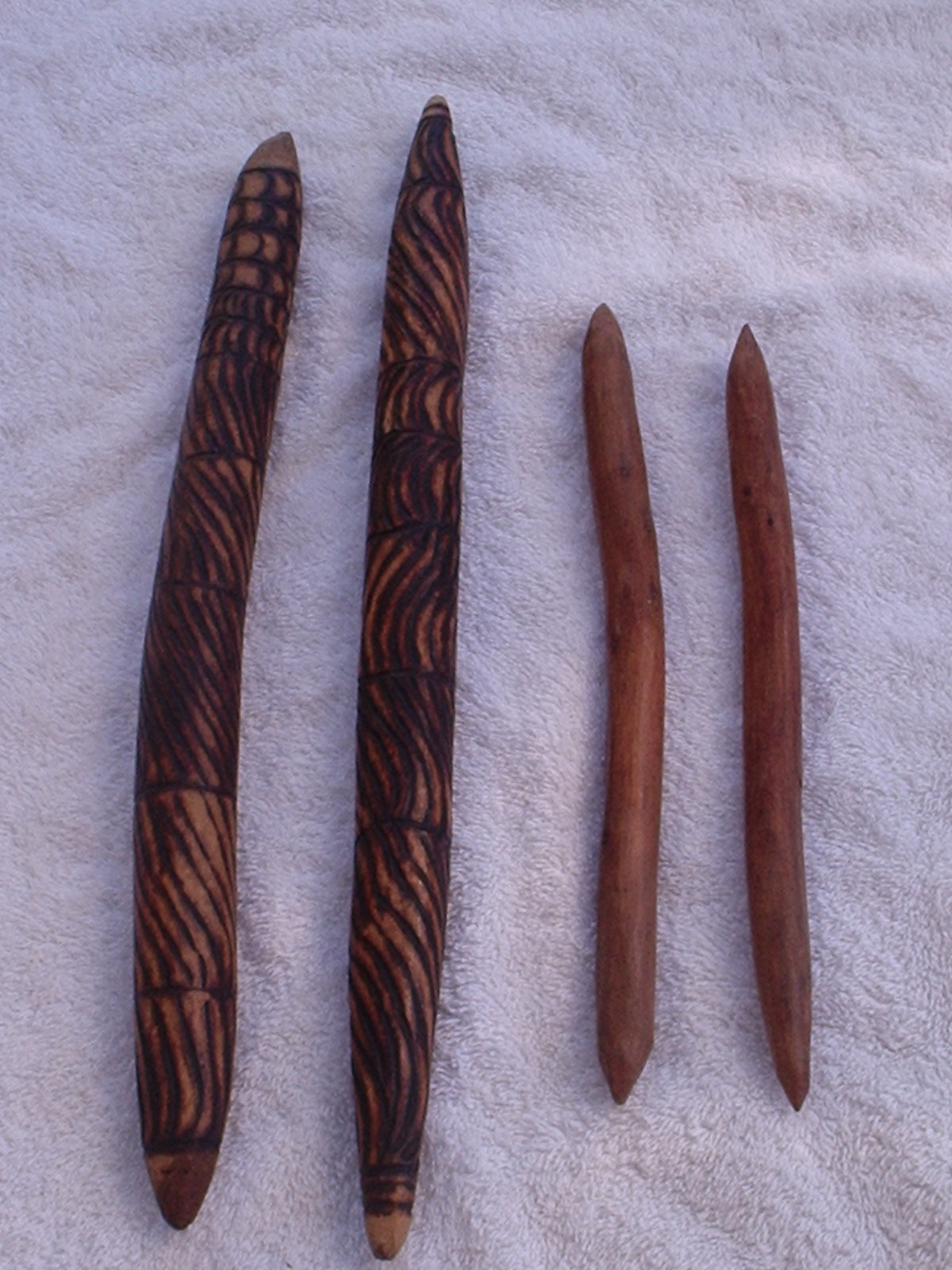
Zwei Paar Aborigines-Clapsticks

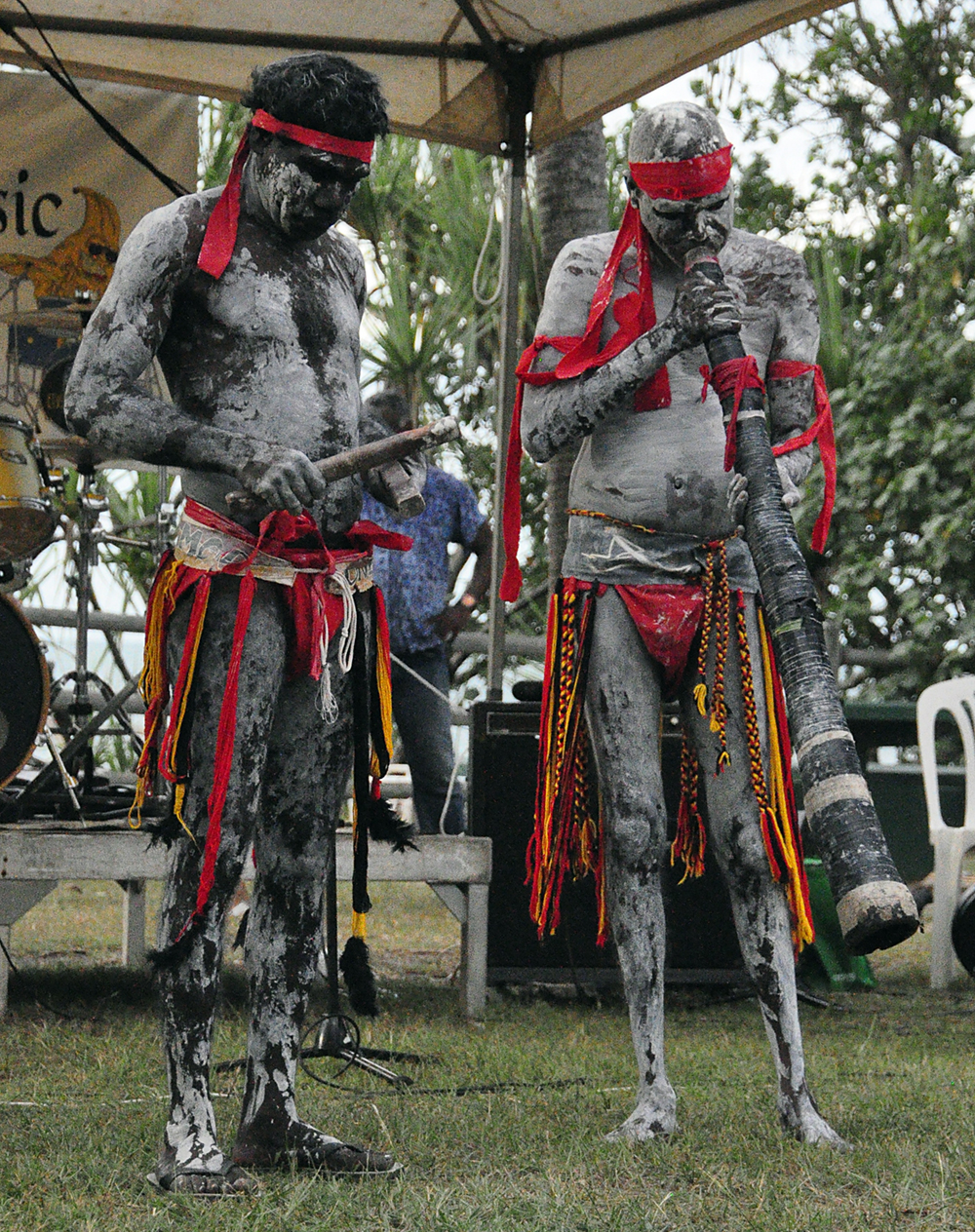
Clapsticks und Didgeridoo

Clapsticks sind Schlaghölzer, die in Australien zur rhythmischen Begleitung dienen. Die üblicherweise bemalten und verzierten Gegenschlagidiophone werden in der traditionellen Musik der Aborigines verwendet. Sie werden gegeneinander oder gegen ein Didgeridoo geschlagen und zur Begleitung desselben eingesetzt.